# Anko Asato
Anko Asato (安里 安恒, Asato Ankō, Azato Yasutsune in het Japans), (1827 – 1906) was een Okinawaanse meester van karate. Hij en Anko Itosu waren de twee hoofdmeesters die Gichin Funakoshi onderwezen, de grondlegger van Shotokan karate. Funakoshi blijkt de bron te zijn van de meeste informatie die beschikbaar is van Asato. Andere bronnen bevatten ook informatie over Asato, maar de relevante delen zijn duidelijk gebaseerd op Funakoshi's beschrijvingen van hem. Tot dusver is er geen foto of portret bekend van Asato.

## Biografie
Anko Asato werd in 1827 geboren in Okinawa in het dorp Asato, die zich tussen de stad Shuri en de stad Naha in bevond. Asato's familie behoorde tot de Shizoku, een samoerai klasse. Hiervan behoorde hij tot de Tonichi, de tweede hoogste klasse van de Shizoku. Asato's familie had de autoriteit over het dorp Asato. In zijn jeugd werd Asato beschreven als een wonderkind, omdat hij uitblonk in zowel vechtkunsten als in literaire studies. Ofschoon zijn voornaam "Anko" was, gebruikte hij de naam "Rinkakusai" wanneer hij zijn vele literaire composities ondertekende.
In zijn jeugd werd Asato inwonend leerling van karate meester Sokon Matsumura. Aldaar werd hij goede vrienden met medeleerling Anko Itosu, die dezelfde voornaam had als Asato. Als leraar was Sokon Matsumara meedogenloos. De training begon altijd vroeg in de morgen voordat de zon op was en duurde tot zonsopgang. Elke dag werd er getraind, zonder rekening houdend met vrije dagen. Overdag moesten de leerlingen allerlei karweitjes opknappen.
Later op volwassen leeftijd werd Asato assistent leraar (uchi-desi) bij de school van zijn leraar. Hij nam een baan aan als adviseur van de Okinawaanse koning inzake militaire zaken. In 1879 toen Koninkrijk Riukiu werd opgeheven en het door Japan volledig werd geannexeerd, was Asato inmiddels een bekende politicus geworden, die het ambt van staatsminister bezette.
Asato is nooit een eigen karate school begonnen. Hij nam alleen privé leerlingen aan. Tot zover bekend heeft Asato slechts twee leerlingen gehad. Eén was Gichin Funakoshi, de ander was Chogo Ogusuku (ook bekend als Chojo Oshiro). Masayoshi Hisataka, grondlegger van het Shorinji-ryu Kenkokan karate, claimt ook een leerling van Asato te zijn geweest, maar dit is zeer onwaarschijnlijk, omdat Hisataka geboren werd rond de tijd dat Asato stierf. Hisataka verklaart dit door te claimen, dat Asato veel later stierf, namelijk in 1920.
Asato liet de karate opleiding van zijn eigen zonen over aan zijn vriend Anko Itosu. Asato was erg strikt in zijn leermethoden, zo liet hij zijn leerling Gichin Funakoshi elke dag dezelfde kata voortdurend herhalen. Voor hem gold de regel één kata per drie jaar.
Gichin Funakoshi had veel respect voor zijn leraar Asato en hij beschreef Asato als de grootste expert in karate in Okinawa. Daarnaast was Asato erg bedreven in het Jigen-ryu Kenjutsu (zwaardvechtkunst), paardrijden en boogschieten. Verder was hij een buitengewoon belezen persoon. Bij zijn huis beschikte Asato over een uitgebreide trainingsfaciliteit. Deze bestond uit een trainingshal met meerdere typen makiwara's, Chinese houten dummy voor gevechtstraining, stenen gewichten voor krachttraining, ijzeren ballen voor grijpkracht training, zwaarden, bogen, knotsen, machetes en schilden. Er was zelfs een houten paard, waarop men het boogschieten te paard kon trainen. Omdat Asato van adel was en rijk was kon hij zo'n dure trainingsfaciliteit veroorloven.
Thuis onderhield Asato een zeer complete registratie bij van alle vechtkunstenaars op het eiland, waarin hij hun vaardigheden en zwakheden in de vechtkunst nauwkeurig beschreef. Vaak zei hij: "Ken jezelf en je vijand; dat is de geheime sleutel tot strategie". Een ander bekend gezegde van Asato was "Beschouw in karate je handen en voeten als zwaarden". Deze twee gezegden werden later door Funakoshi opgenomen in zijn twintig stelregels van het karate.
Tijdens zijn leven werd hij eens uitgedaagd door Yorin Kanna, een bekende zwaardvechter van Okinawa. Asato koos ervoor om zijn tegenstander ongewapend tegemoet te treden. Kanna viel Asato steeds opnieuw aan, maar elke keer slaagde Asato erin hem eenvoudig te ontwijken (tai-sabaki) en van zich af te werpen. Op het eind van het gevecht trok Asato het zwaard uit de handen van Kanna, waardoor Asato definitief de winnaar werd van het gevecht.
Asato stierf in 1906 op 79-jarige leeftijd.